# فريدريك كول
فريدريك كول (4 أكتوبر 1852 في المملكة المتحدة - 1 يوليو 1941 بشفيلد في المملكة المتحدة) (بالإنجليزية: Frederick Cole)‏ هو لاعب كريكت بريطاني (وحمل سابقاً جنسية المملكة المتحدة لبريطانيا العظمى وأيرلندا). لعب مع نادي مقاطعة غلوستر للكريكت ‏.

## وصلات خارجية
- فريدريك كول على موقع إي آس بي آن كريك إنفو (الإنجليزية)